# معادلة ايرجون
تعبر معادلة ايرغون، التي اشتقها المهندس الكيميائي التركي صبري أرغون في عام 1952، عن عامل الاحتكاك في عمود معبأ كدالة لرقم رينولدز المعدل.

## معادلة
{\displaystyle f_{p}={\frac {150}{Gr_{p}}}+1.75}
بحيث أن {\displaystyle f_{p}} و {\displaystyle Gr_{p}} يتم تعريفها على أنها
{\displaystyle f_{p}={\frac {\Delta p}{L}}{\frac {D_{p}}{\rho v_{s}^{2}}}\left({\frac {\epsilon ^{3}}{1-\epsilon }}\right)} و {\displaystyle Gr_{p}={\frac {\rho v_{s}D_{p}}{(1-\epsilon )\mu }}={\frac {Re}{(1-\epsilon )}};}
بحيث:
{\displaystyle Gr_{p}} هو رقم رينولدز المعدل،</br> {\displaystyle f_{p}} هو عامل احتكاك السرير المعبأ</br> {\displaystyle \Delta p} هو انخفاض الضغط (فارق الضغوطات) على السرير،</br> {\displaystyle L} هو طول السرير (وليس العمود) ،</br> {\displaystyle D_{p}} هو القطر الكروي المكافئ للتعبئة،</br> {\displaystyle \rho } هي كثافة السائل (الذي يمر بين الجسيمات الصلبة) ،</br> {\displaystyle \mu } هي اللزوجة الديناميكية للسائل،</br> {\displaystyle v_{s}} هي السرعة السطحية (أي السرعة التي كان سيمر بها السائل عبر الأنبوب وهو فارغ من الجسيمات الصلبة، بنفس معدل التدفق الحجمي)</br> {\displaystyle \epsilon } هو نسبة الفراغ (مسامية) السرير.</br> {\displaystyle Re} هو رقم رينولدز للجسيم (وليس للانبوب).</br>

## تمديد
لحساب انخفاض (فارق) الضغط في مفاعل معين، يمكن استنتاج المعادلة التالية
{\displaystyle \Delta p={\frac {150\mu ~L}{D_{p}^{2}}}~{\frac {(1-\epsilon )^{2}}{\epsilon ^{3}}}v_{s}+{\frac {1.75~L~\rho }{D_{p}}}~{\frac {(1-\epsilon )}{\epsilon ^{3}}}v_{s}|v_{s}|.}
يوضح هذا الترتيب لمعادلة Ergun علاقته الوثيقة بمعادلة Kozeny-Carman الأبسط التي تصف التدفق الصفيحي (laminar flow) للسوائل عبر الأسرة المعبأة عبر العامل الأول على الجانب الأيمن. على مستوى الاستمرارية، يوضح مصطلح السرعة من الدرجة الثانية أن معادلة Ergun تتضمن أيضًا انخفاض الضغط بسبب القصور الذاتي، كما هو موضح في معادلة دارسي-فورشهايمر.
تمت مناقشة امتداد معادلة Ergun إلى طبقات مميعة، حيث تتدفق الجسيمات الصلبة مع السائل، بواسط Akgiray and Saatçı سنة (2001).